# هنر از برای هنر

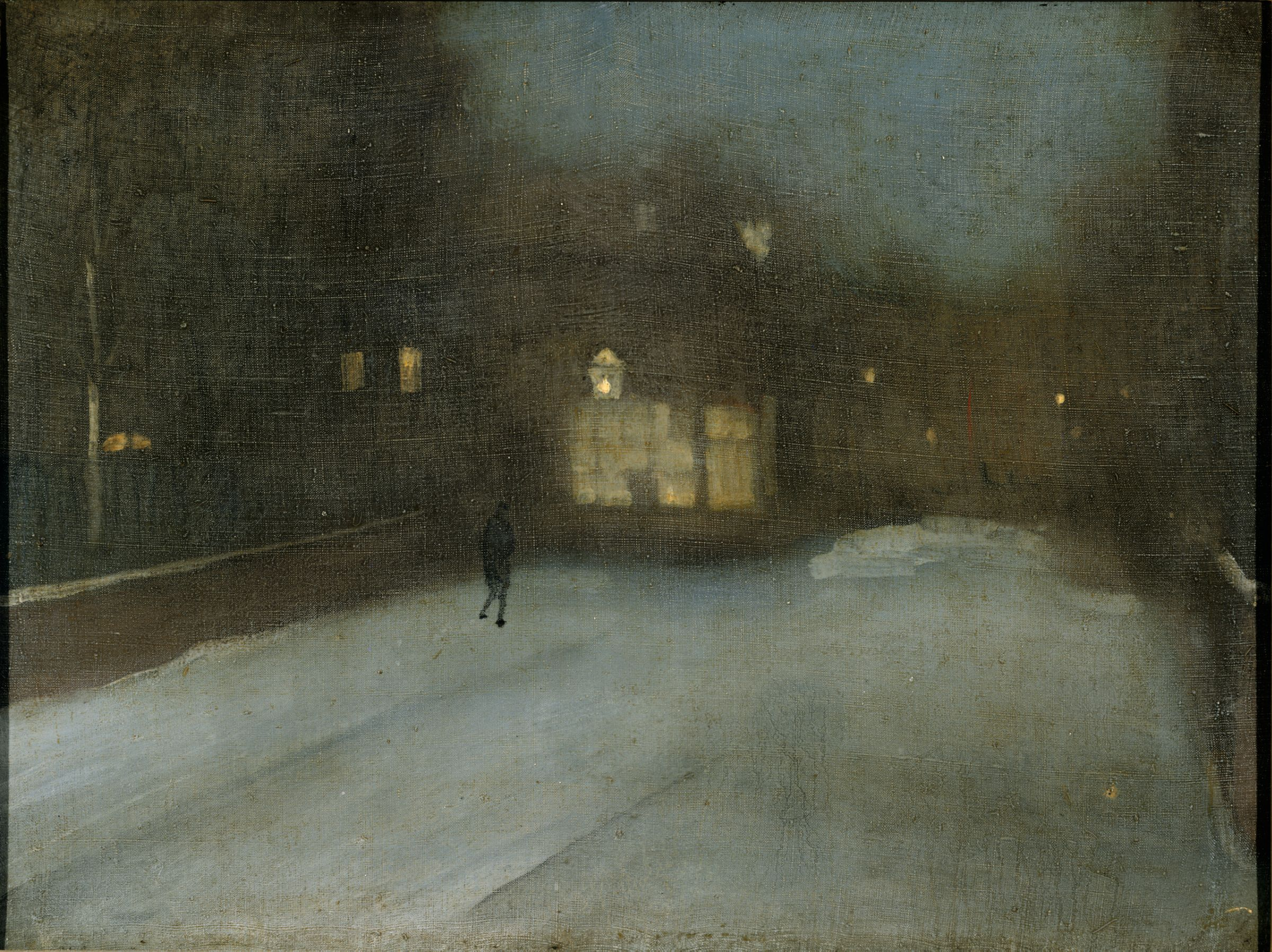
پرتره از هنر برای هنر

هنر از برای هنر در اصل برگردان انگلیسی از یک گفتهٔ فرانسوی در قرن نوزدهم است "l'art pour l'art" که به ارزش درونی هنر و تنها هنر جدای ارزش‌های آموزشی، اخلاقی یا کاربردهای سود جویانهٔ هنر اشاره می‌کند. این کارهای هنری بیشتر در محدودهٔ هنرهایی که ارزش آن‌ها در درون یا ذاتشان نهفته است، دسته‌بندی می‌شوند.
از این عبارت استفاده‌های تجاری نیز گردیده است. همچون برگردان لاتین آن "ARS GRATIA ARTIS" که در آرم کمپانی فیلم‌سازی مترو گلدوین مایر لئوی شیر صد سال است که دیده می‌شود.

## تاریخچه
عبارتِ هنر از برای هنر اولین بار توسط تئوفیل گوتیه در دیباچهٔ رمان مادموازل دوموپین به کار برده شد.

## انتقادها
ژرژ ساند نویسندهٔ نامدار فرانسوی در سال ۱۸۷۲ می‌نویسد: هنر از برای هنر سخنی بیهوده و تهی از مفهوم است.
نیچه هم در کتاب غروب بت‌ها مدعی ست هنر از برای هنر نمی‌تواند وجود داشته باشد.